# Elecciones estatales en Hidalgo de 2016
Las elecciones estatales de Hidalgo de 2016 se llevaron a cabo el domingo 5 de junio de 2016, y en ellas se renovaron los siguientes cargos de elección popular:
- Gobernador del estado de Hidalgo. Titular del Poder Ejecutivo del estado, electo para un periodo de seis años no reelegibles en ningún caso. El candidato electo fue Omar Fayad Meneses.
- 84 ayuntamientos. Compuestos por un Presidente Municipal y regidores, electos por única ocasión para un periodo de 4 años no reelegibles para el periodo inmediato.
- 30 diputados del Congreso del Estado. 18 electos por mayoría relativa en cada uno de los Distrito Electorales y 12 electos por el principio de representación proporcional mediante un sistema de lista. Electos por única ocasión para un periodo de 2 años.

## Coaliciones

### Municipios
El día 28 de febrero de 2016 se registró ante el Instituto Estatal Electoral de Hidalgo la coalición UnHidalgo con rumbo y la coalición Cambiemos el rumbo.
UnHidalgo con rumbo estaba conformada por los partidos políticos: Partido Revolucionario Institucional, Partido Verde Ecologista de México y Nueva Alianza; postuló 39 candidatos a ayuntamiento.
Cambiemos el rumbo estaba conformada por los partidos políticos Partido Acción Nacional y el Partido de la Revolución Democrática, postulando a 50 candidatos a ayuntamiento. El día 14 de marzo de 2016 el partido Movimiento Ciudadano interpuso un recurso de apelación contra esta coalición ante el  Tribunal Electoral del Estado de Hidalgo (TRIEEH). El porqué es que, el Partido de la Revolución Democrática ya había conformado una alianza electoral con el Partido del Trabajo para la elección a gobernador y no podía estar en dos coaliciones en el mismo proceso electoral. El 8 de abril de 2016 en una sesión celebrada en el Tribunal Electoral del Poder Judicial de la Federación (TEPJF) con sede en Toluca se disolvió la coalición.

## Resultados

### Ayuntamiento de Pachuca de Soto

#### Tulancingo de Bravo
|  | 15.58 % |

|  | 33.97 % |

|  | 2.33 % |

|  | 2.09 % |

|  | 20.16 % |

|  | 5.34 % |

|  | 7.77 % |

|  | 4.24 % |

|  | 3.09 % |

|  | 2.38 % |

|  | 0.05 % |

|  | 2.90 % |

|  | 100.00 % |

#### Mineral de la Reforma
|  | 38.95 % |

|  | 31.42 % |

|  | 3.50 % |

|  | 1.12 % |

|  | 8.80 % |

|  | 8.08 % |

|  | 2.44 % |

|  | 3.02 % |

|  | 0.50 % |

|  | 2.13 % |

|  | 100.00 % |

#### Huejutla de Reyes
|  | 15.12 % |

|  | 31.58 % |

|  | 2.10 % |

|  | 0.74 % |

|  | 1.41 % |

|  | 1.47 % |

|  | 36.42 % |

|  | 2.32 % |

|  | 2.65 % |

|  | 0.14 % |

|  | 5.98 % |

|  | 100.00 % |

#### Tizayuca
|  | 11.77 % |

|  | 47.76 % |

|  | 2.85 % |

|  | 1.29 % |

|  | 1.77 % |

|  | 2.33 % |

|  | 4.63 % |

|  | 8.33 % |

|  | 16.65 % |

|  | 0.06 % |

|  | 2.51 % |

|  | 100.00 % |

### Diputados electos por mayoría relativa[9][10]
|  | 34.57 % |

|  | 37.27 % |

|  | 32.81 % |

|  | 33.16 % |

|  | 46.32 % |

|  | 31.58 % |

|  | 40.48 % |

|  | 39.06 % |

|  | 51.32 % |

|  | 32.52 % |

|  | 33.48 % |

|  | 36.81 % |

|  | 30.08 % |

|  | 24.34 % |

|  | 35.44 % |

|  | 36.51 % |

|  | 35.22 % |

|  | 34.09 % |

## Tope de gastos de campaña

### Gobernador
El tope gastos de campaña para la elección a gobernador, se determinan sumando el tope de gastos de campaña de cada uno de los 84 municipios del estado, quedando en la cantidad de $22,298,658.33

### Municipios
El tope de gastos de campaña de los municipio fue estipulado por el Instituto Estatal Electoral de Hidalgo (IEEH).
|    | Municipio                            | Tope de gastos de campaña |
| -- | ------------------------------------ | ------------------------- |
| 1  | Acatlán                              | $201,320.84               |
| 2  | Acaxochitlán                         | $364,372.40               |
| 3  | Actopan                              | $547,189.34               |
| 4  | Agua Blanca de Iturbide              | $84,319.20                |
| 5  | Ajacuba                              | $140,630.88               |
| 6  | Alfajayucan                          | $188,161.63               |
| 7  | Almoloya                             | $106,410.99               |
| 8  | Apan                                 | $397,145.56               |
| 9  | El Arenal                            | $160,746.02               |
| 10 | Atitalaquia                          | $205,503.69               |
| 11 | Atlapexco                            | $172,804.17               |
| 12 | Atotonilco el Grande                 | $285,150.83               |
| 13 | Atotonilco de Tula                   | $336,111.34               |
| 14 | Calnali                              | $148,098.14               |
| 15 | Cardonal                             | $182,512.52               |
| 16 | Cuautepec de Hinojosa                | $511,630.93               |
| 17 | Chapantongo                          | $118,077.52               |
| 18 | Chapulhuacán                         | $199,170.74               |
| 19 | Chilcuautla                          | $163,764.02               |
| 20 | Eloxochitlán                         | $31,106.51                |
| 21 | Emiliano Zapata                      | $111,518.60               |
| 22 | Epazoyucan                           | $135,462.81               |
| 23 | Francisco I. Madero                  | $318,393.92               |
| 24 | Huasca de Ocampo                     | $168,344.12               |
| 25 | Huautla                              | $197,007.91               |
| 26 | Huazalingo                           | $105,298.62               |
| 27 | Huehuetla                            | $200,521.60               |
| 28 | Huejutla de Reyes                    | $1,095,732.91             |
| 29 | Huichapan                            | $428,372.75               |
| 30 | Ixmiquilpan                          | $890,132.67               |
| 31 | Jacala de Ledezma                    | $122,732.61               |
| 32 | Jaltocán                             | $95,218.76                |
| 33 | Juárez Hidalgo                       | $31,331.11                |
| 34 | Lolotla                              | $84,319.20                |
| 35 | Metepec                              | $109,087.97               |
| 36 | San Agustín Metzquititlán            | $93,688.49                |
| 37 | Metztitlán                           | $213,173.26               |
| 38 | Mineral del Chico                    | $79,764.46                |
| 39 | Mineral del Monte                    | $115,679.34               |
| 40 | La Misión                            | $97,975.97                |
| 41 | Mixquiahuala de Juárez               | $322,137.48               |
| 42 | Molango de Escamilla                 | $98,598.26                |
| 43 | Nicolás Flores                       | $64,083.23                |
| 44 | Nopala de Villagrán                  | $140,278.29               |
| 45 | Omitlán de Juárez                    | $84,833.65                |
| 46 | San Felipe Orizatlán                 | $340,085.15               |
| 47 | Pacula                               | $53,040.10                |
| 48 | Pachuca de Soto                      | $1,910,007.34             |
| 49 | Pisaflores                           | $148,850.99               |
| 50 | Progreso de Obregón                  | $154,925.78               |
| 51 | Mineral de la Reforma                | $871,250.00               |
| 52 | San Agustín Tlaxiaca                 | $282,503.11               |
| 53 | San Bartolo Tutotepec                | $158,089.79               |
| 54 | San Salvador                         | $306,171.55               |
| 55 | Santiago de Anaya                    | $156,677.59               |
| 56 | Santiago Tulantepec de Lugo Guerrero | $286,287.52               |
| 57 | Singuilucan                          | $150,810.47               |
| 58 | Tasquillo                            | $180,532.28               |
| 59 | Tecozautla                           | $331,568.93               |
| 60 | Tenango de Doria                     | $147,194.72               |
| 61 | Tepeapulco                           | $383,276.85               |
| 62 | Tepehuacán de Guerrero               | $229,526.62               |
| 63 | Tepeji del Río de Ocampo             | $528,217.11               |
| 64 | Tepetitlán                           | $96,076.21                |
| 65 | Tetepango                            | $74,532.15                |
| 66 | Villa de Tezontepec                  | $103,805.47               |
| 67 | Tezontepec de Aldama                 | $361,535.06               |
| 68 | Tianguistengo                        | $129,438.72               |
| 69 | Tizayuca                             | $682,267.16               |
| 70 | Tlahuelilpan                         | $130,300.67               |
| 71 | Tlahuiltepa                          | $94,229.14                |
| 72 | Tlanalapa                            | $101,484.18               |
| 73 | Tlanchinol                           | $300,187.39               |
| 74 | Tlaxcoapan                           | $210,689.16               |
| 75 | Tolcayuca                            | $112,056.35               |
| 76 | Tula de Allende                      | $744,093.63               |
| 77 | Tulancingo de Bravo                  | $1,046,882.74             |
| 78 | Xochiatipan                          | $148,775.71               |
| 79 | Xochicoatlán                         | $68,396.42                |
| 80 | Yahualica                            | $198,451.26               |
| 81 | Zacualtipán de Ángeles               | $308,393.40               |
| 82 | Zapotlán de Juárez                   | $146,762.73               |
| 83 | Zempoala                             | $279,918.96               |
| 84 | Zimapán                              | $393,450.75               |